# Abarema levelii
Abarema levelii är en ärtväxtart som först beskrevs av John Macqueen Cowan, och fick sitt nu gällande namn av Rupert Charles Barneby och James Walter Grimes. Abarema levelii ingår i släktet Abarema och familjen ärtväxter. Inga underarter finns listade i Catalogue of Life.